# سیارک ۲۱۵۲۱
سیارک ۲۱۵۲۱ (به انگلیسی: 21521 Hippalgaonkar، نامگذاری:1998KU55) بیست و یک هزار و پانصد و بیست و یکمین سیارک کشف شده‌است که در ۲۳ مه ۱۹۹۸ کشف شد.
قدر مطلق سیارک برابر ۲۸.۲ است.